# Kapelle-op-den-Bos
Kapelle-op-den-Bos is een plaats en gemeente in de Belgische provincie Vlaams-Brabant. De gemeente telt ruim 9.000 inwoners. De gemeente wordt gerekend tot de streek Brabantse Kouters.

## Toponymie
In het jaar 1270 wordt Kapelle-op-den-Bos voor het eerst vermeld als Capelle. Het was toen niet meer dan een kapelletje in de bossen van Smal Brabant. De plaats kreeg het achtervoegsel "op-den-Bos" om het onderscheid te maken met Sint-Ulriks-Kapelle. Zo werd het vroeger gespeld als Capelle-op-den-Bosch (zoals bijvoorbeeld te zien op de Ferrariskaarten uit 1777). Na de Tweede Wereldoorlog werd het aangepast aan de Nederlandse spellingsregels.
In de volksmond wordt meestal naar Kapelle-op-den-Bos verwezen als kortweg Kapelle.

## Geschiedenis

### Middeleeuwen
Kapelle-op-den-Bos heeft waarschijnlijk zijn oorsprong en naam te danken aan een bidplaats of kapel opgericht te midden van een bosgebied. De legende vertelt dat een verdwaald edelman in de 13de eeuw, uit dank voor zijn redding een kapel liet bouwen. In 1564 werd deze vervangen door de huidige Sint-Niklaaskerk.
Het Zeekanaal Brussel-Schelde doorkruist al eeuwen de dorpskern van Kapelle sinds de aanleg ervan tussen 1550 en 1561.

### 18e - 20e eeuw
Op de reeds vermelde Ferrariskaarten uit de jaren 1770 is Kapelle-op-den-Bos te zien als een dorp met een 50-tal huizen, bijna uitsluitend op de Bormstraat en Mechelseweg.
In 1837 werd de spoorlijn Mechelen-Dendermonde aangelegd doorheen het centrum van het dorp.
De Sint-Niklaaskerk werd in de Eerste Wereldoorlog platgebrand door de Duitse bezetter en kreeg na de heropbouw een kroon als toren, in plaats van een spitstoren, wat uniek is in België.

## Geografie

### Kernen
Naast Kapelle-op-den-bos zelf omvat de fusiegemeente de deelgemeenten Nieuwenrode en Ramsdonk en het gehucht Oksdonk (Hoixdonck op de Ferrariskaart).

#### Tabel
| # | Naam               | Opp. (km²) | Inwoners (2020) | Inwoners per km² | NIS-code |
| - | ------------------ | ---------- | --------------- | ---------------- | -------- |
| 1 | Kapelle-op-den-Bos | 5,25       | 6.168           | 1.174            | 23039A   |
| 2 | Nieuwenrode        | 5,81       | 1.819           | 313              | 23039B   |
| 3 | Ramsdonk           | 4,30       | 1.512           | 351              | 23039C   |

## Bezienswaardigheden
- De Sint-Niklaaskerk
- De Jan Bogaertsbrug, een dubbele basculebrug over het Zeekanaal Brussel-Schelde. Deze werd in 2011 gerestaureerd en veiliger gemaakt.
- Het Landhuis Koningsteen
- Eternit: Fabricage van eternitplaten, historisch getint wegens oude productietechnieken.

## Natuur en landschap
Kapelle-op-den-Bos ligt aan de Willebroekse Vaart. Hier is het landschap vlak en de hoogte bedraagt ongeveer 10 meter. De bodem is zandlemig.

### Houtig erfgoed
Langs de Bosbeek staan twee geknotte essen. Ze getuigen over een oude beheersvorm die zeldzamer wordt. Vlakbij staat een fraaie alleenstaande zomereik in een weiland. De boom heeft een omtrek van 3,71 m (2015) en dateert mogelijks uit de 18de eeuw.

## Demografische ontwikkeling

### Demografische evolutie deelgemeente voor de fusie
- Bronnen:NIS, Opm:1831 tot en met 1970=volkstellingen, 1976= inwonersaantal op 31 december

### Demografische ontwikkeling van de fusiegemeente
Alle historische gegevens hebben betrekking op de huidige gemeente, inclusief deelgemeenten, zoals ontstaan na de fusie van 1 januari 1977.
- Bronnen:NIS, Opm:1831 tot en met 1981=volkstellingen; 1990 en later= inwonertal op 1 januari
- 1880: Stijging door ontstaan van Nieuwenrode dat afgesplitst werd van Meise in 1874

| Inwoners van jaar tot jaar op 1 januari 1992 tot heden | Inwoners van jaar tot jaar op 1 januari 1992 tot heden | Inwoners van jaar tot jaar op 1 januari 1992 tot heden |
| jaar                                                   | Aantal                                                 | Evolutie: 1992=index 100                               |
| ------------------------------------------------------ | ------------------------------------------------------ | ------------------------------------------------------ |
| 1992                                                   | 8.724                                                  | 100,0                                                  |
| 1993                                                   | 8.778                                                  | 100,6                                                  |
| 1994                                                   | 8.795                                                  | 100,8                                                  |
| 1995                                                   | 8.870                                                  | 101,7                                                  |
| 1996                                                   | 8.921                                                  | 102,3                                                  |
| 1997                                                   | 8.880                                                  | 101,8                                                  |
| 1998                                                   | 8.882                                                  | 101,8                                                  |
| 1999                                                   | 8.864                                                  | 101,6                                                  |
| 2000                                                   | 8.783                                                  | 100,7                                                  |
| 2001                                                   | 8.732                                                  | 100,1                                                  |
| 2002                                                   | 8.788                                                  | 100,7                                                  |
| 2003                                                   | 8.813                                                  | 101,0                                                  |
| 2004                                                   | 8.851                                                  | 101,5                                                  |
| 2005                                                   | 8.872                                                  | 101,7                                                  |
| 2006                                                   | 8.904                                                  | 102,1                                                  |
| 2007                                                   | 8.916                                                  | 102,2                                                  |
| 2008                                                   | 8.970                                                  | 102,8                                                  |
| 2009                                                   | 8.911                                                  | 102,1                                                  |
| 2010                                                   | 9.027                                                  | 103,5                                                  |
| 2011                                                   | 9.083                                                  | 104,1                                                  |
| 2012                                                   | 9.161                                                  | 105,0                                                  |
| 2013                                                   | 9.244                                                  | 106,0                                                  |
| 2014                                                   | 9.200                                                  | 105,5                                                  |
| 2015                                                   | 9.316                                                  | 106,8                                                  |
| 2016                                                   | 9.370                                                  | 107,4                                                  |
| 2017                                                   | 9.382                                                  | 107,5                                                  |
| 2018                                                   | 9.396                                                  | 107,7                                                  |
| 2019                                                   | 9.413                                                  | 107,9                                                  |
| 2020                                                   | 9.501                                                  | 108,9                                                  |
| 2021                                                   | 9.524                                                  | 109,2                                                  |
| 2022                                                   | 9.610                                                  | 110,2                                                  |
| 2023                                                   | 9.659                                                  | 110,7                                                  |
| 2024                                                   | 9.703                                                  | 111,2                                                  |
| 2025                                                   | 9.806                                                  | 112,4                                                  |

## Cultuur

### Muziek
- Koninklijke Fanfare Iever en Eendracht Kapelle-op-den-Bos
- Kon. Katholieke fanfare De Vrije Vlaamse Zonen
- Brassband Kapelle-op-den-Bos (opgeheven in 2022)

### Toneel
- Toneelkring Nut en vermaak
- Theater Playerwater
- Toneelkring Hoop op Oogst

## Mobiliteit
Het spoorwegstation Kapelle-op-den-Bos is gelegen langs spoorlijn 53 (Schellebelle-Leuven), die deel uitmaakt van het traject Gent-Dendermonde-Mechelen.
Daarnaast stroomt het belangrijk Zeekanaal Brussel-Schelde door Kapelle-o/d-Bos. Ten slotte ligt de gemeente centraal tussen de A12 en de E19, die de gemeente verbindt met steden zoals Mechelen, Antwerpen en Brussel.
In het centrum bevindt zich ook een grote parking.

## Bestuur en politiek

### Geschiedenis

#### Lijst van burgemeesters
| Periode                                                  | Periode      | Burgemeester               |
| -------------------------------------------------------- | ------------ | -------------------------- |
|                                                          | 1953 - 1965  | C. Frans Meuldermans (CVP) |
|                                                          | 1965 - 1977  | René Symons (CVP)          |
| Fusie van Kapelle-op-den-Bos met Ramsdonk en Nieuwenrode |              |                            |
|                                                          | 1977 - 1982  | Leo Peeters (SP)           |
|                                                          | 1983 - 1985  | René Symons (CVP)          |
|                                                          | 1985 - 1988  | Paul Peeters (VVB)         |
|                                                          | 1989 - 2011  | Leo Peeters (SP / sp.a)    |
|                                                          | 2011 - 2012  | Else De Wachter (sp.a)     |
|                                                          | 2013 - 2018  | Edward De Wit (CD&V)       |
|                                                          | 2019 - 2024  | Renaat Huysmans (N-VA)     |
|                                                          | 2025 - heden | Mathias Diricx (CD&V)      |

#### 2007-2012
Bij de verkiezingen van 2006 verloor sp.a hun absolute meerderheid maar sp.a (9 zetels) en CD&V (6 zetels) zetten hun bestuursmeerderheid voort met burgemeester Leo Peeters (sp.a). Tegen het einde van de legislatuur gaf hij de sjerp door aan Else De Wachter (sp.a).
De oppositie bestond uit Groen (1 zetel), N-VA (2 zetels) en Vlaams Belang (1 zetel: David Van Hecke). In september 2007 stapte raadslid David Van Hecke over van Vlaams Belang naar LDD, dus verloor Vlaams Belang zijn enige zetel en kreeg LDD (dat niet opkwam bij de verkiezingen) er een bij.

#### 2013-2018
Bij de gemeenteraadsverkiezingen van 2012 waren opkomende partijen sp.a (met als lijsttrekker aftredend burgemeester Else De Wachter), CD&V (met aftredend schepen Edward De Wit als lijsttrekker), N-VA (met lijsttrekker Renaat Huysmans), Groen (met lijsttrekker Ilse Rymenants) en Vlaams Belang (lijsttrekker Katie Van Der Heyden). LDD deed niet mee maar riep op om voor N-VA te stemmen. Ook Open Vld, die bij de vorige verkiezingen geen verkozene haalde, deed niet mee.
N-VA werd de grootste partij (met 8 zetels), maar toch zetten SP.A en CD&V de coalitie voort met een meerderheid van 11 op 21 zetels waarbij Edward De Wit (CD&V) burgemeester werd. Else De Wachter werd OCMW-voorzitster. De schepenen waren Hugo De Haes (sp.a), Jos Thomas (CD&V), Freddy De Ruysscher (sp.a) en Ria Devos (CD&V).
In 2015 werd gemeentesecretaris Carl Van Riet, die dit twintig jaar lang was maar in 2012 opkwam op de N-VA-lijst, vervangen door Siebe Ruykens. Als gevolg van het decreet lokaal bestuur werd in 2018 Siebe Ruykens algemeen directeur van gemeente en OCMW Kapelle-op-den-Bos.

#### 2019-2024
Bij de verkiezingen van 14 oktober 2018 kwamen N-VA, CD&V en Groen op met dezelfde lijsttrekkers als in 2012. De lijst "proKA" kwam op in plaats van sp.a, zonder Else De Wachter op de lijst. ProKA verloor twee zetels, waardoor CD&V en sp.a/proKA hun meerderheid verloren. N-VA en Groen wonnen elk een zetel erbij.
N-VA en Groen sloten een bestuursakkoord. Oppositie en meerderheid wisselden dus volledig. Burgemeester wordt huisarts Renaat Huysmans (N-VA), lijsttrekker en verkozen gemeenteraadslid in zowel 2018 als 2012 en 2006. Schepen voor Groen wordt Ilse Rymenants, ook lijsttrekker en verkozen gemeenteraadslid in 2018, 2012 en 2006.

#### 2024-2030
Na de gemeenteraadsverkiezingen op 13 oktober 2024 werd er een coalitie gevormd  tussen CD&V (7 zetels) en ProKA Vooruit (5 zetels). Hierdoor werd Mathias Diricx benoemd tot burgemeester. Vlaams Belang kwam voor het eerst sinds 2012 weer op en wist meteen 1 zetel te veroveren. De vorige bestuurspartijen (N-VA en Groen) verloren beiden 2 zetels (7 en 1 zetel respectievelijk resterend) en verloren daarmee ook hun meerderheid. Dit zorgde voor de tweede keer op rij dat er een volledige omwisseling gebeurd van oppositie en meerderheid in de gemeente. Zoals eerder vermeld zal Mathias Diricx (CD&V) de nieuwe burgemeester worden. Het schepencollege zal worden aangevuld door Dirk Hermans (ProKA Vooruit), Edward De Wit (CD&V), Jos Thomas (CD&V) en Else Vanden Broeck (ProKA Vooruit). 
Opvallend was ook dat oud-burgemeester en oud-minister Leo Peeters (ProKA Vooruit) zijn terugkeer maakte in de politiek. Hij trad in 2011 af als burgemeester wegens gezondheidsredenen.

### Resultaten gemeenteraadsverkiezingen sinds 1976
| Partij               | Partij                                           | 10-10-1976 | 10-10-1976 | 10-10-1982 | 10-10-1982 | 9-10-1988 | 9-10-1988 | 9-10-1994 | 9-10-1994 | 8-10-2000 | 8-10-2000 | 8-10-2006 | 8-10-2006 | 14-10-2012 | 14-10-2012 | 14-10-2018 | 14-10-2018 | 13-10-2024 | 13-10-2024 |
| Stemmen / Zetels     | Stemmen / Zetels                                 | %          | 19         | %          | 19         | %         | 19        | %         | 19        | %         | 19        | %         | 19        | %          | 21         | %          | 21         | %          | 21         |
| -------------------- | ------------------------------------------------ | ---------- | ---------- | ---------- | ---------- | --------- | --------- | --------- | --------- | --------- | --------- | --------- | --------- | ---------- | ---------- | ---------- | ---------- | ---------- | ---------- |
|                      | Agalev1/ Groen!2/ Groen3                         | -          |            | -          |            | 6,951     | 0         | 6,651     | 0         | 7,81      | 1         | 8,982     | 1         | 11,573     | 2          | 18,03      | 3          | 10,13      | 1          |
|                      | SP1/ sp.a-spirit2/ sp.a3/ proKAB/ ProKA VooruitC | 16,51      | 3          | 42,18 1    | 9          | 41,311    | 10        | 51,12 1   | 11        | 42,21 1   | 10        | 35,94 2   | 9         | 24,153     | 5          | 15,7B      | 3          | 23,7C      | 5          |
|                      | PVV1/ VLD2/ proKAB/ ProKA VooruitC               | 7,341      | 0          | 6,521      | 0          | 10,951    | 1         | 12,762    | 2         | 132       | 2         | 6,952     | 0         | -          | -          | 15,7B      | 3          | 23,7C      | 5          |
|                      | CVP1/ V.C.D.A/ CD&V2                             | 43,511     | 9          | 30,821     | 6          | 22,121    | 4         | 29,47A    | 6         | 22,221    | 5         | 25,982    | 6         | 27,382     | 6          | 28,52      | 6          | 27,822     | 7          |
|                      | VVB1/ VU2/ V.C.D.A/ VU&ID3/ N-VA4                | 32,651     | 7          | 20,491     | 4          | 18,692    | 4         | 29,47A    | 6         | 83        | 1         | 11,564    | 2         | 32,864     | 8          | 37,84      | 9          | 29,54      | 7          |
|                      | Vlaams Blok1/ VB-VLOTT2/ Vlaams Belang3          | -          |            | -          |            | -         |           | -         |           | 6,761     | 0         | 10,582    | 1         | 4,043      | 0          | -          | -          | 8,933      | 1          |
| Totaal stemmen       | Totaal stemmen                                   | 5581       | 5581       | 5994       | 5994       | 6323      | 6323      | 6645      | 6645      | 6680      | 6680      | 6883      | 6883      | 7004       | 7004       | 6992       | 6992       | 5288       | 5288       |
| Opkomst %            | Opkomst %                                        |            |            |            |            | 97,41     | 97,41     | 97,01     | 97,01     | 96,14     | 96,14     | 97,04     | 97,04     | 95,58      | 95,58      | 94,6       | 94,6       | 71,3       | 71,3       |
| Blanco en ongeldig % | Blanco en ongeldig %                             | 1,61       | 1,61       | 2,45       | 2,45       | 2,32      | 2,32      | 2,71      | 2,71      | 2,13      | 2,13      | 2,22      | 2,22      | 2,50       | 2,50       | 4          | 4          | 0,9        | 0,9        |

De rode cijfers naast de gegevens duiden aan onder welke naam de partijen telkens bij een verkiezing opkwamen.

De zetels van de gevormde coalitie staan vetjes afgedrukt. De grootste partij krijgt als achtergrondkleur de partijkleur.

## Faciliteiten
In de gemeente bevindt zich het zwembad "De Druppelteen". Dit werd in 1970 gebouwd als gemeentelijk zwembad "Zeemeermin" en in 2001 grondig gerenoveerd, toen het van naam veranderde. Sinds 2003 wordt het samen met buurgemeente Willebroek uitgebaat onder een projectvereniging (Projectvereniging WIKA).

## Economie
Enkele fabrieken zoals Eternit, Feryn en Sanpareil zijn gevestigd in de gemeente.
Eternit maakte lange tijd gebruik van asbest, waardoor er veel asbestvervuiling was en is in Kapelle-op-den-Bos. De laatste jaren wordt werk gemaakt van de sanering van onder andere de asbeststorten en een beek. Er zijn jaarlijks nog slachtoffers ten gevolge van asbestkanker. Velen durfden echter niet te protesteren omdat Eternit voor werkgelegenheid zorgt, en is er tot nu toe slechts één asbestproces geweest.

## Energie
In 2001 werden er drie Aspiravi-windturbines gebouwd langs het zeekanaal Brussel-Schelde. Deze turbines waren lange tijd een kenmerk van de gemeente, tot er in 2015 één werd getroffen door een blikseminslag en deze in maart 2017 werd afgebroken. In oktober 2018 werden ten slotte de twee overige afgebroken.

## Onderwijs

### Kleuter- en lager onderwijs
In Kapelle-op-den-Bos zijn ook drie kleuter- en lagere scholen, Het Kiezeltje/De Kei, De Pepel en De Kiem. Daarnaast zijn er ook kleuter- en lagere scholen in de deelgemeentes Ramsdonk (Karamba) en Nieuwenrode ('t Graantje/'t Mulderke).

### Secundair onderwijs
Daarnaast zijn er ook twee scholen voor secundair onderwijs, het Sint-Theresiacollege (STK) van de paters Assumptionisten en het Sint-Godelieve-Instituut (SGI) van de Zusters van Onze-Lieve-Vrouw van Zeven Weeën. Intussen vormen de scholen STK en SGI samen KOBOS secundair: een middelbare school die onderwijs aanbiedt in ASO, TSO en BSO. De eerste graad van KOBOS secundair heeft volledig ingezet op de vernieuwing van het secundair sinds 2019. Vanaf schooljaar 2021-2022 zet deze vernieuwing zich door in het derde jaar. Er wordt les gegeven op beide campussen: in de Veldstraat en in de Mechelseweg.
Dit is veel in verhouding tot het aantal inwoners. Zo heeft bijvoorbeeld de grotere buurgemeente Meise bijna dubbel zoveel inwoners, maar geen secundair onderwijs.

## Sport

### Verenigingen
- Volleybalclub VC Eternit, is met 215 leden een van de grootste sportclubs in de gemeente.
- Een andere grote sportvereniging is ZwemClub Kapelle-op-den-Bos ZCK, die trainen in zwembad "De Druppelteen".
- De plaatselijke voetbalploeg, VV Groot Kapelle, speelt in de provinciale afdelingen en heeft haar thuisbasis in Ramsdonk.
- Ook in de deelgemeente Ramsdonk is er een voetbalploeg aanwezig. FC Ramdsdonk speelt in de provinciale afdelingen.
- Basketbalploeg 'SK Eternit Kapelle-op-den-Bos'
- Tennisclub 'TC Eternit'
- Atletiekclub 'AWE' (AtletiekWerking Eternit)

### Evenementen
- De 1/4 triatlon Kapelle-op-den-Bos, georganiseerd door Swimkap, die jaarlijks eind juli doorgaat.[10]

## Bekende (oud-)inwoners
- Bruno Clerbout, triatleet
- Yasmina El Messaoudi, journaliste, schrijfster en televisie- en radiopresentatrice
- Evert Larock, kunstschilder
- Kaat Tilley, modeontwerpster
- Jean-Pierre Van Rossem, econoom, zakenman, schrijver en publicist
- Frans Van Der Aa, acteur
- Bart Verhaeghe, voorzitter Club Brugge en zakenman
- Glenn De Gendt, zanger bij boyband Get Ready!
- Leo Peeters, oud-burgemeester en oud-minister in de Vlaamse regering

## Nabijgelegen kernen
Ramsdonk, Westrode, Nieuwenrode, Leest , Tisselt